# Харківенергопроект
АТ Харківський науково-дослідний та проектно-конструкторський інститут «Енергопроект» – науково-дослідна та проектно-конструкторська установа у сфері проектування документації в енергетичній сфері. Основним партнером в Україні є ДП «НАЕК «Енергоатом».
Холдингова компанія – ПрАТ "Міжнародна енергетична компанія".

## Історія
Харківський інститут "Енергопроект" засновано 31 березня 1932 року, як проектний відділ тресту "Укренергобуд", якій влився до Всесоюзного спеціалізованого проектного тресту "Теплоелектропроект".
Основною спеціалізацією інституту з часу його заснування було проектування електростанцій, підстанцій і електричних мереж.
У роки Другої світової війни Харківське відділення зробило великий внесок у проектування та будівництво електростанцій для забезпечення потреб оборонної промисловості в тилу, в Середній Азії, на базі обладнання, яке було евакуйовано з окупованих територій.
У 1944 році, після визволення Харкова, інститут відновив свою діяльність в місті, як відділення тресту, перетвореного в 1951 році в інститут "Теплоелектропроект".
У післявоєнний період інститутом було виконано дуже складний обсяг робіт з проектного забезпечення і відновлення теплових електричних станцій і об'єктів енергетичного призначення у стислі терміни. У ці ж роки почалося проектування нових електричних станцій, а у наступні роки – комплексне проектування теплових, атомних станцій і різних енергетичних об'єктів. 
Діяльність інституту тісно пов'язано з історією розвитку енергетики СРСР і незалежної України. Понад 60% енергетичних потужностей теплових і атомних електростанцій України побудовано за проектами інституту.
Вперше в СРСР за проектами Харківського відділення на електростанціях країни впроваджувалися головні агрегати та енергоблоки потужністю 100, 150, 200, 300, 800 МВт. Всього за проектами відділення було введено більше 33 ГВт потужностей на вітчизняних ТЕС і більше 1,5 ГВт на закордонних об'єктах. Починаючи з 1970 р. інститут починає працювати над проектуванням АЕС з реакторами ВВЕР-1000, і атомна тематика стає одним із основних напрямків його діяльності.
Харківський інститут у складі "Теплоелектропроекту" з часом було реорганізованого в "Атомтеплоелектропроект", а потім в "Атоменергопроект". 
За заслуги у галузі проектування теплових електричних станцій, впровадження нової техніки, значні удосконалення у сфері енергетики і розвитку енергетичної галузі, інститут "Теплоелектропроект", до складу якого входило Харківське відділення, був нагороджений орденами Леніна у 1962 році і Жовтневої Революції у 1974 року.
У 1996 році на базі інституту створено відкрите акціонерне товариство "Харківський науково-дослідний і проектно-конструкторський інститут "Енергопроект ", яке сьогодні є провідною організацією з проектування та проектного забезпечення експлуатації теплових і атомних електростанцій в Україні.

## Проектування теплових електростанцій
До найбільш потужних станцій, які було спроектовано інститутом в Україні, належать:
| Найменування станції | Потужність, МВт |
| Вуглегірська ТЕС     | 3600            |
| Запорізька ТЕС       | 3600            |
| Криворізька ТЕС-2    | 3000            |
| Придніпровська ТЕС   | 2400            |
| Зміївська ТЕС        | 2400            |
| Старобешівська ТЕС   | 2300            |
| Луганська ТЕС        | 2300            |
| Слов’янська ТЕС      | 2100            |
| Курахівська ТЕС      | 1670            |
| Зуєвська ТЕС-2       | 1200            |
| Харківська ТЕЦ-5     | 490             |

Теплові електростанції за проектами інституту також побудовані в Казахстані, Азербайджані, Вірменії, Угорщині та Югославії.

## Проектування АЕС
Інститутом було також спроектовано, споруджено і введено в експлуатацію 22 млн. КВт на АЕС з реакторами ВВЕР-1000 і РБМК-1000.
Енергопроект є генеральним проектувальником Південно-Української та Запорізької АЕС. Також інститут брав участь у проектуванні Рівненської АЕС, Балаковської, Ростовської, Курської та Смоленської АЕС і АЕС "Козлодуй" в Болгарії.
Найбільшими потужними станціями, спроектованими інститутом, є:
| Найменування станції (объекту)      | Країна   | Потужність, МВт | ОСНОВНЕ ОБЛАДНАННЯ                    | ОСНОВНЕ ОБЛАДНАННЯ |
| Найменування станції (объекту)      | Країна   | Потужність, МВт | турбіни                               | Реактори           |
| Найменування станції (объекту)      | Країна   | Потужність, МВт | шт х тип                              | шт х тип           |
| Запорізька АЕС                      | Україна  | 6000            | 6 х К-1000-60/1500                    | 6 х ВВЭР-1000      |
| Курська АЕС (машзал)                |          | 3000            | 6 х К-550-60/1500                     | 3 х РБМК-1000      |
| Південноукраїнська АЕС              | Україна  | 3000            | 2 х К-1000-60/1500 1 х К-1000-60/3000 | 3 х ВВЭР-1000      |
| Смоленська АЕС (машзал)             |          | 2000            | 4 х К-550-60/1500                     | 2 х РБМК-1000      |
| Балаковська АЕС Блоки 1, 2 (машзал) |          | 2000            | 2 х К-1000-60/1500                    | 2 х ВВЭР-1000      |
| АЕС "Козлодуй" Бл. 5, 6 (машзал)    | Болгарія | 2000            | 2 х К-1000-6-/1500                    | 2 х ВВЭР-1000      |
| Рівненська АЕС                      | Україна  | 1000            | 1 х К-1000-60/3000                    | 1 х ВВЭР-1000      |
| Ростовська АЕС Блок 1 (машзал)      |          | 1000            | 2 х К-1000-60/1500                    | 1 х ВВЭР-1000      |

## Проектування житлових містечок
Крім енергетичних споруджень інститутом було спроектовано житлові містечка: Новий Світ, Комсомольський, Щастя, Зеленодольськ, Світлодарське та інші.

## Ключові проекти
Наразі інститут займається реконструкцією та технічним переозброєнням атомних і теплових електростанцій. Також він підвищує безпеку, надійність експлуатації атомних електростанцій. Інститут здійснює комплексне проектування газотурбінних електростанцій (ГТЕ), парогазових установок (ПГУ) та інших енергетичних об'єктів.

## Керівництво
Генеральний директор
Гречка Олександр Миколайович
Заступник Генерального директора - Директор технічний
Шапар Світлана Іванівна
Заступник Директора технічного
Виставна Олена Володимирівна
Заступник Генерального директора з економіки та фінансів, Головний бухгалтер
Андрющенко Олена Єгорівна
Заступник Генерального директора з загальних питань
Надєїн Віктор Миколайович